# Aeroportul Santa Maria
Aeroportul Santa Maria (IATA: RIA, ICAO: SBSM) este un aeroport din Rio Grande do Sul, Brazilia ce deservește zona Santa Maria. Aeroportul a fost tranzitat în 2022 de 31.900 de pasageri. A fost numit după zona deservită.
Situat la o altitudine de 88 m, aeroportul dispune de 1 pistă. Este operat de Força Aérea Brasileira⁠(d).

## Infrastructură

### Piste
Aeroportul dispune de o singură pistă. Pista 11/29 are suprafața de beton și dimensiunile 2.700 m × 45 m. 